# Golpejar de la Tercia
Golpejar de la Tercia es una localidad española, perteneciente al municipio de Villamanín, en la provincia de León y la comarca de La Tercia del Camino, en la Montaña Central, comunidad autónoma de Castilla y León.
Situado sobre el cauce del Arroyo la Boga, afluente del río Bernesga.
Los terrenos de Golpejar de la Tercia limitan con los de Millaró de la Tercia al norte, Barrio de la Tercia al este, Velilla de la Tercia y Fontún de la Tercia al sureste, Villamanín de la Tercia y Ventosilla de la Tercia al sur, Rodiezmo de la Tercia al suroeste, San Martín de la Tercia al oeste, y Villanueva de la Tercia al noroeste.
Perteneció al antiguo Concejo de la Tercia del Camino.